# CANDU
CANDU (англ. Canada Deuterium Uranium) — важководний водо-водяний ядерний реактор (типу PHWR) виробництва Канади. Як сповільнювач в CANDU використовується важка вода, це дозволяє (при досить великих розмірах активної зони і, відповідно, великому запасі ядерного палива) використовувати як паливо звичайний природний уран. На відміну від більшості водо-водяних реакторів (наприклад, ВВЕР), CANDU — канальний реактор, це дозволяє замінювати використане паливо свіжим, не зупиняючи реактор. Теплоносієм першого контуру може бути як важка, так і звичайна вода.
Абревіатура CANDU є зареєстрованим товарним знаком і розшифровується як "CANada Deuterium Uranium", підкреслюючи дві основні особливості реактора - Використання важкої (дейтерієвої) води та природного урану. Реактори CANDU були початково розроблені наприкінці 1950-х і 1960-х років у партнерстві між Atomic Energy of Canada Limited (AECL), Hydro-Electric Power Commission of Ontario, Canadian General Electric, та іншими компаніями.
Існувало два основних типи реакторів CANDU: початкова конструкція потужністю приблизно 500 МВт, призначена для використання в багатореакторних установках на великих станціях, і раціоналізований реактор CANDU 6 у класі 600 МВт, призначений для використання в одній реакторній автономній установці або в невеликих багатоагрегатних установках. Блоки CANDU 6 були побудовані в Квебеку та Нью-Брансвіку, а також у Пакистані, Аргентині, Південній Кореї, Румунії та Китаї. Один екземпляр дизайну не CANDU 6 був проданий до Індії. Багатоблокова конструкція використовувалася лише в Онтаріо, Канада, і зростала в розмірах і потужності, оскільки в провінції було встановлено більше блоків, досягнувши ~880 МВт в блоках, встановлених на Дарлінгтонській атомній електростанції. Зусилля раціоналізувати більші блоки подібно до CANDU 6 призвели до появи CANDU 9.
На початку 2000-х перспективи продажів оригінальних дизайнів CANDU зменшувалися через впровадження новіших дизайнів від інших компаній. AECL у відповідь скасувала розробку CANDU 9 і перейшла на удосконалений реактор CANDU (ACR). ACR не вдалося знайти покупців; її останній потенційний продаж стосувався розширення Дарлінгтонського реактора, але це було скасовано в 2009 році. У жовтні 2011 року федеральний уряд Канади надав ліцензію на розробку CANDU Candu Energy (дочірній компанії SNC-Lavalin), яка також придбала колишній реактор відділ розвитку та маркетингу AECL на той час. Candu Energy надає послуги з підтримки існуючих об’єктів і завершує роботи з раніше зупинених установок у Румунії та Аргентині через партнерство з Китайською національною ядерною корпорацією. SNC Lavalin, наступник AECL, займається продажами нових реакторів CANDU 6 в Аргентині (Atucha 3), а також у Китаї та Великій Британії. Продажі реактора ACR завершилися.
Крім застосування у самій Канаді, реактори CANDU експортувалися до Китаю, Південної Кореї, Індії, Румунії, Аргентини та Пакистану.

Схема реактора CANDU: 1 - твели ; 2 - каландр (корпус реактора); 3 - стрижні СУЗ 4 - компенсатор тиску ; 5 - парогенератор ; 6 - поживний насос; 7 - головний циркуляційний насос; 8 - паливоперевантажувальна машина; 9 - сповільнювач (важка вода); 10 - технологічні канали; 11 - пара на турбіну; 12 - конденсат з турбіни; 13 - гермооболонка

## Конструкція та експлуатація
Основна робота конструкції CANDU подібна до інших ядерних реакторів. Реакції поділу в активній зоні реактора нагрівають воду під тиском у первинному контурі охолодження. Теплообмінник, також відомий як парогенератор, передає тепло до вторинного контуру охолодження, який живить парову турбіну з підключеним до неї електричним генератором (для типового термодинамічного циклу Ранкіна). Відпрацьована пара з турбін потім охолоджується, конденсується і повертається як живильна вода в парогенератор. Остаточне охолодження часто використовує охолоджуючу воду з сусіднього джерела, такого як озеро, річка чи океан. Нові станції з CANDU, такі як атомна електростанція Дарлінгтон біля Торонто, Онтаріо, використовують дифузор для розподілу теплої вихідної води на більший об’єм і обмеження впливу на навколишнє середовище. Хоча всі станції з CANDU на сьогоднішній день використовували охолодження з відкритим циклом, сучасні конструкції CANDU здатні використовувати замість них градирні.
Конструкція CANDU відрізняється від більшості інших конструкцій у деталях активної зони і первинного контуру охолодження. Природний уран складається з суміші в основному урану-238 з невеликою кількістю урану-235 і слідами інших ізотопів. Поділ у цих елементах вивільняє нейтрони високої енергії, які можуть спричинити поділ інших атомів 235U у паливі. Цей процес набагато ефективніший, коли енергія нейтронів енергія набагато нижча, ніж ті, що виділяються в реакції природним шляхом. У більшості реакторів використовується сповільнювач нейтронів у тій чи іншій формі, щоб знизити енергію нейтронів або зробити їх тепловими, що робить реакцію більш ефективною. Енергія, втрачена нейтронами під час цього процесу сповільнення, нагріває сповільнювач, і це тепло відбирається для отримання енергії.